# Irène Pittelioen
Irène Pittelioen, née le 13 mai 1927 à Lille et morte le 21 août 2011 à Roubaix, est une gymnaste artistique française.

## Biographie
Aux Championnats du monde de gymnastique artistique 1950, elle est médaillée d'argent au concours général par équipes.
Elle dispute les Jeux olympiques d'été de 1948 à Londres et les Jeux olympiques d'été de 1952 à Helsinki, sans obtenir de podium.